# Liste der Stolpersteine in Anklam
Die Liste der Stolpersteine in Anklam enthält alle Stolpersteine, die im Rahmen des gleichnamigen Projekts von Gunter Demnig in Anklam verlegt wurden. Mit ihnen soll an Opfer des Nationalsozialismus erinnert werden, die in Anklam lebten und wirkten.

## Verlegte Stolpersteine
| Bild                                    | Person, Inschrift                                                                                   | Adresse                                                   | Verlege- datum | Weitere Informationen |
| --------------------------------------- | --------------------------------------------------------------------------------------------------- | --------------------------------------------------------- | -------------- | --- |
| Stolperstein von Henriette Philipp      | Hier wohnte Henriette Philipp Jg. 1874 deportiert 1940 Ghetto Glusk ermordet 13.2.1942              | Brüderstraße/Ecke Klosterstraße · einst Brüderstraße 18 · | 21. Aug. 2010  | Henriette Philipp ist am 8. Juli 1874 in Anklam geboren. Sie wurde von Stettin am 12. Februar 1940 ins Ghetto Glusk deportiert. Todesdatum: 13. Februar 1942 Todesort: Distrikt Lublin |
| Stolperstein von Bernhard Philipp       | Hier wohnte Bernhard Philipp Jg. 1880 deportiert 1940 Ghetto Glusk ermordet 9.2.1941                | Brüderstraße/Ecke Klosterstraße · einst Brüderstraße 18 · | 21. Aug. 2010  | Bernhard Philipp ist am 16. November 1880 in Anklam geboren. Er wurde von Stettin am 12. Februar 1940 ins Ghetto Glusk deportiert. Todesdatum: 9. Februar 1941 Todesort: Glusk, Ghetto |
| Stolperstein für Martin Wagner          | Hier wohnte Martin Wagner Jg. 1887 deportiert 1940 Ghetto Belzyce ermordet in Belzec                | Keilstraße 16 ·                                           | 28. Apr. 2014  | Martin Wagner ist am 1. November 1887 in Anklam geboren. Er wurde von Stettin am 12. Februar 1940 ins Ghetto Belzyce deportiert. Im Vernichtungslager Belzec wurde er ermordet.        |
| Stolperstein für Heinz Wagner           | Hier wohnte Heinz Wagner Jg. 1923 Kindertransport 1938 England                                      | Keilstraße 16 ·                                           | 28. Apr. 2014  | |
| Stolperstein für Margarete Wagner       | Hier wohnte Margarete Wagner geb. Joseph Jg. 1889 deportiert 1940 Ghetto Belzyce ermordet in Belzec | Keilstraße 16 ·                                           | 28. Apr. 2014  | Margarete Wagner ist am 20. März 1889 in Kröslin geboren. Sie wurde von Stettin am 12. Februar 1940 ins Ghetto Belzyce deportiert. Im Vernichtungslager Belzec wurde sie ermordet.     |
| Stolperstein für Siegfried Becker       | Hier wohnte Siegfried Becker Jg. 1911 ‚Schutzhaft‘ 1938 Buchenwald Flucht 1939 Shanghai             | Keilstraße 20 ·                                           | 10. Apr. 2019  | |
| Stolperstein für Cläre Klara Silbermann | Hier wohnte Cläre Klara Silbermann geb. Peiser Jg. 1896 deportiert 1940 Ghetto Belzec ermordet      | Markt 7 · einst Markt 23 ·                                | 21. Aug. 2010  | |
| Stolperstein für Erich Silbermann       | Hier wohnte Erich Silbermann Jg. 1887 deportiert 1940 Ghetto Belzec ermordet                        | Markt 7 · einst Markt 23 ·                                | 21. Aug. 2010  | |
| Stolperstein für Albert Bernhard        | Hier wohnte Albert Bernhard Jg. 1868 deportiert 1940 Glusk ermordet 9.2.1942                        | Peenstraße 22 ·                                           | 10. Apr. 2019  | |